# Championnat du monde de hockey sur glace 1967
Navigation
Yougoslavie 1966 Suède 1969
Le trente-quatrième championnat du monde  de hockey sur glace et par la même occasion le quarante-cinquième championnat d’Europe a eu lieu du 18 au 29 mars 1967 en Autriche dans la ville de Vienne dans la patinoire Wiener Stadthalle.

## Contexte

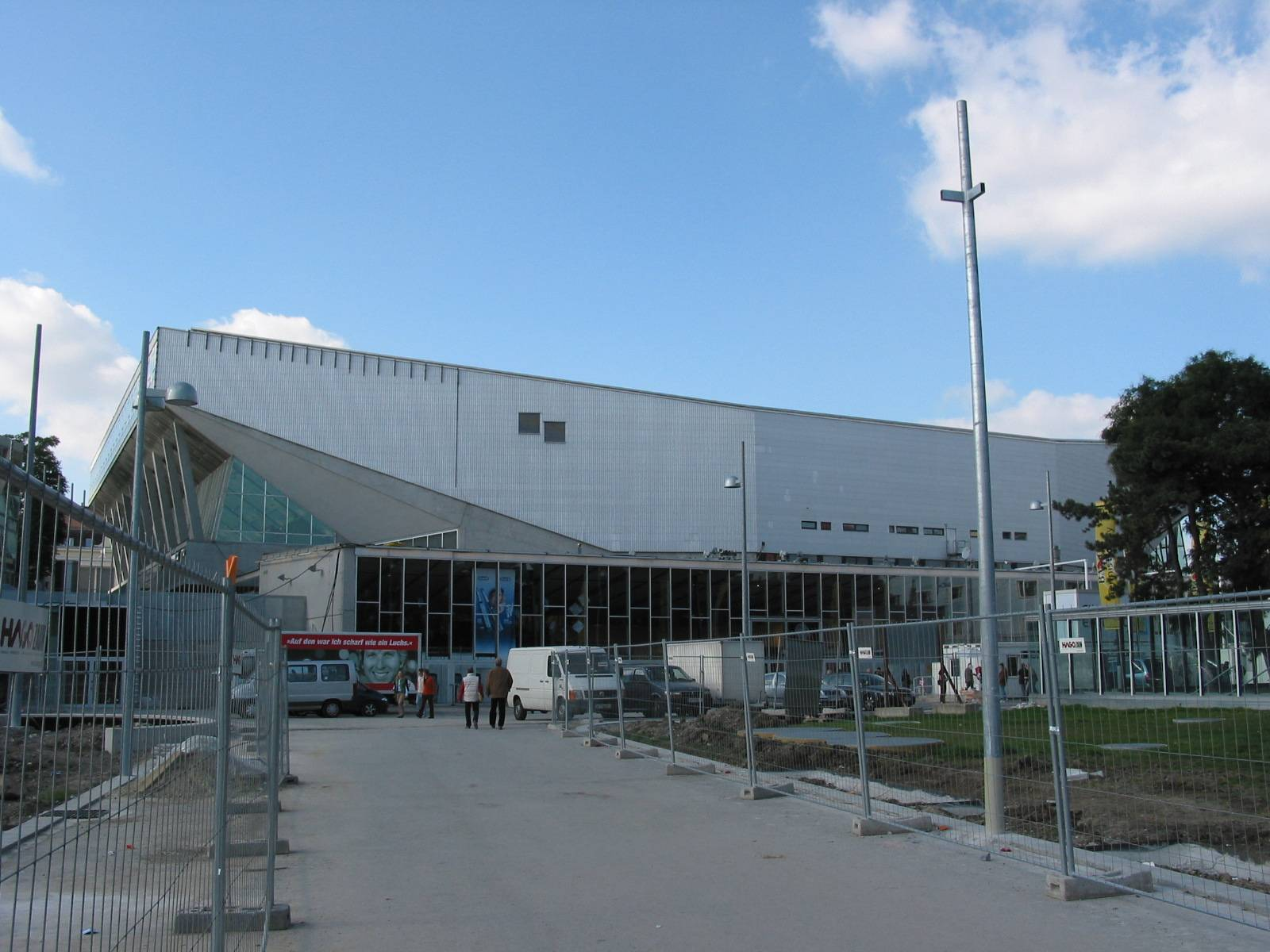
La patinoire Wiener Stadthalle

Vingt-et-une nations se sont affrontées pour cette édition divisée encore une fois en trois groupes. Les résultats des différents groupes ne conditionnent pas la descente pour l'édition suivante qui est le tournoi des Jeux olympiques d'hiver mais par contre pour ces jeux de 1968 seulement treize équipes en plus de la France sont qualifiés. Ainsi, les huit nations du groupe A sont qualifiées d'office alors que seulement les six meilleures du groupe B pouvaient espérer participer aux jeux de Grenoble.
Une innovation se met en place : en cas d'égalité entre deux équipes, la différence de buts ne fait plus la différence mais c'est le résultat direct entre les deux nations qui la fait, on parle alors de différence de buts particulière.

## Groupe A

### Résultats
18 mars
- URSS 8–2 Finlande
- Tchécoslovaquie 6–2 Allemagne fédérale
- Suède 3–4 États-Unis
- Canada 6–3 Allemagne de l'Est

19 mars
- Canada 5–1 Finlande
- URSS 7–2 États-Unis

20 mars
- Tchécoslovaquie 6–0 Allemagne de l'Est
- Suède 3–1 Allemagne fédérale

21 mars
- URSS 12–0 Allemagne de l'Est
- Suède 5–1 Finlande
- Canada 13–1 Allemagne fédérale
- Tchécoslovaquie 8–3 États-Unis

23 mars
- Tchécoslovaquie 1–3 Finlande
- Suède 8–2 Allemagne de l'Est
- URSS 16–1 Allemagne fédérale
- Canada 2–1 États-Unis

25 mars

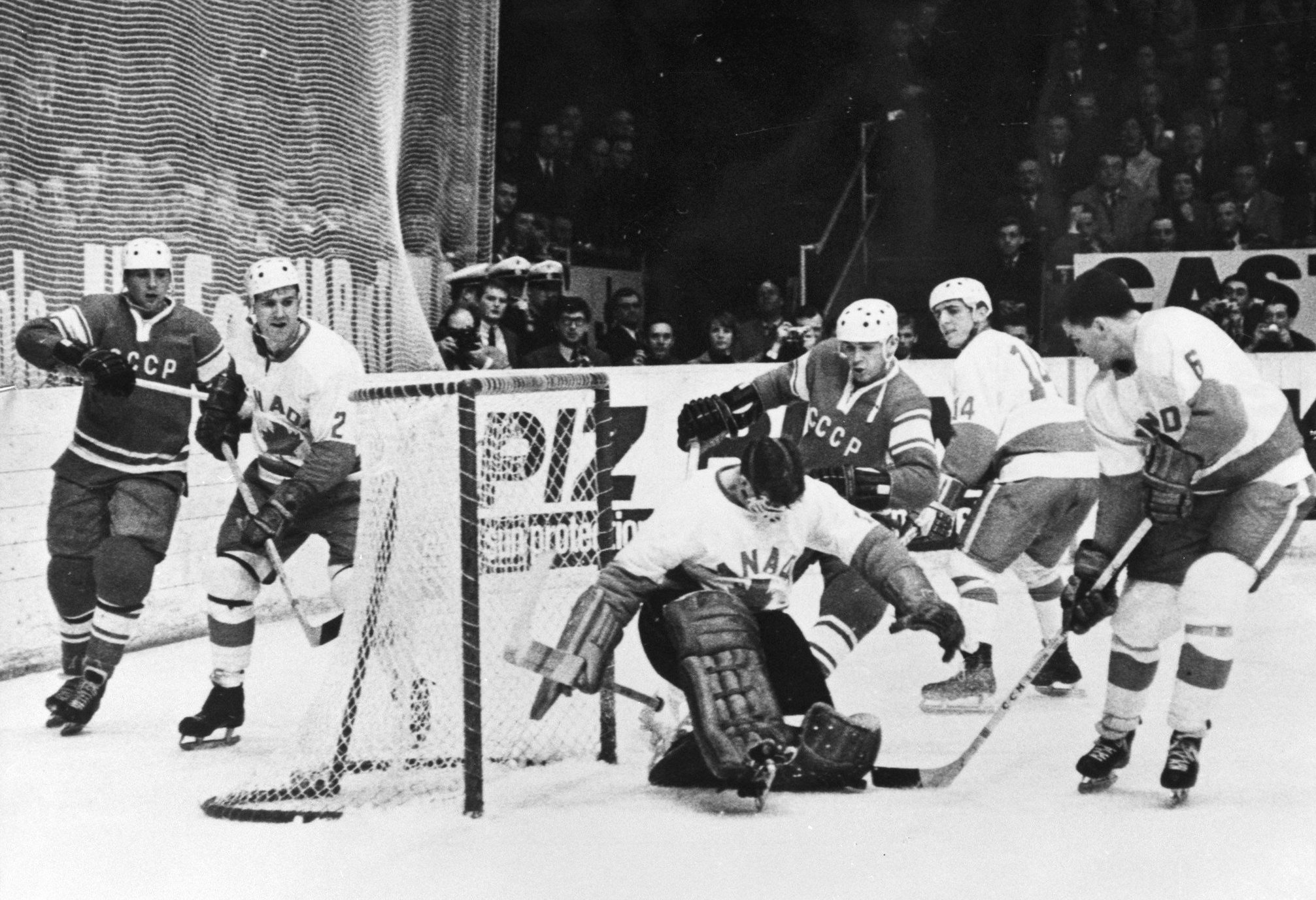
Championnat du monde de 1967, arrêt du gardien canadien contre l'URSS.

- États-Unis 0–0 Allemagne de l'Est
- Finlande 2–2 Allemagne fédérale
- URSS 9–1 Suède
- Tchécoslovaquie 1–1 Canada

26 mars
- États-Unis 2–0 Finlande
- Allemagne de l'Est 8–1 Allemagne fédérale

27 mars
- Tchécoslovaquie 5–5 Suède
- URSS 2–1 Canada

28 mars
- Finlande 5–1 Allemagne de l'Est
- États-Unis 8–3 Allemagne fédérale

29 mars
- Suède 6–0 Canada
- URSS 4–2 Tchécoslovaquie

### Classement du championnat du monde
|        | Équipe             | PJ | V | N | D | BP | BC |
| ------ | ------------------ | -- | - | - | - | -- | -- |
| Or     | URSS               | 7  | 7 | 0 | 0 | 58 | 9  |
| Argent | Suède              | 7  | 4 | 1 | 2 | 31 | 22 |
| bronze | Canada             | 7  | 4 | 1 | 2 | 28 | 15 |
| 4      | Tchécoslovaquie    | 7  | 3 | 2 | 2 | 29 | 18 |
| 5      | États-Unis         | 7  | 3 | 1 | 3 | 20 | 23 |
| 6      | Finlande           | 7  | 2 | 1 | 4 | 14 | 24 |
| 7      | Allemagne de l'Est | 7  | 1 | 1 | 5 | 14 | 38 |
| 8      | Allemagne fédérale | 7  | 0 | 1 | 6 | 11 | 56 |

La Suède finit devant le Canada en raison de la nouvelle règle de la différence de buts particulière - 6 buts à 0 pour la Suède.

### Classement du championnat d’Europe
|   | Équipe             |
| - | ------------------ |
| 1 | URSS               |
| 2 | Suède              |
| 3 | Tchécoslovaquie    |
| 4 | Finlande           |
| 5 | Allemagne de l'Est |
| 6 | Allemagne fédérale |

### Composition de l'URSS
L'équipe soviétique est alors composée des joueurs suivants :
- Viktor Konovalenko, Viktor Zinger (gardiens)
- Edouard Ivanov, Aleksandr Ragouline, Viktor Kouzkine, Vitali Davydov, (défenseurs),
- Oleg Zaïtsev, Valeri Nikitine, Anatoli Firsov, Veniamine Aleksandrov, Aleksandr Almetov, Boris Maïorov, Viatcheslav Starchinov, Viktor Iakouchev, Vladimir Vikoulov, Viktor Poloupanov, Aleksandr Iakouchev, Viktor Iaroslavtsev (attaquants).

L'équipe est entraînée par Anatoli Tarassov et Arkadi Tchernychev.

## Groupe B

### Résultats
18 mars
- Yougoslavie 6–6 Hongrie
- Pologne 3–1 Norvège
- Roumanie 7–2 Suisse
- Autriche 2–4 Italie

20 mars
- Pologne 3–3 Yougoslavie
- Roumanie 7–2 Italie
- Norvège 5–2 Suisse
- Autriche 5–4 Hongrie

21 mars
- Pologne 7–3 Hongrie
- Autriche 3–8 Yougoslavie
- Roumanie 3–2 Norvège
- Suisse 5–7 Italie

23 mars
- Roumanie 5–2 Hongrie
- Yougoslavie 4–2 Italie
- Pologne 7–1 Suisse
- Autriche 2–5 Norvège

25 mars
- Hongrie 4–4 Italie
- Pologne 3–3 Roumanie
- Norvège 9–2 Yougoslavie
- Autriche 5–2 Suisse

27 mars
- Norvège 6–5 Hongrie
- Pologne 2–0 Italie
- Yougoslavie 3–3 Suisse
- Autriche 4–4 Roumanie

28 mars
- Norvège 7–4 Italie
- Suisse 7–3 Hongrie
- Roumanie 5–3 Yougoslavie
- Autriche 2–7 Pologne

### Classement
|   | Équipe      | PJ | V | N | D | BP | BC |
| - | ----------- | -- | - | - | - | -- | -- |
| 1 | Pologne     | 7  | 5 | 2 | 0 | 32 | 13 |
| 2 | Roumanie    | 7  | 5 | 2 | 0 | 34 | 18 |
| 3 | Norvège     | 7  | 4 | 1 | 2 | 35 | 21 |
| 4 | Yougoslavie | 7  | 2 | 3 | 2 | 29 | 31 |
| 5 | Italie      | 7  | 2 | 1 | 4 | 23 | 31 |
| 6 | Autriche    | 7  | 2 | 1 | 4 | 23 | 3  |
| 7 | Suisse      | 7  | 2 | 1 | 4 | 22 | 37 |
| 8 | Hongrie     | 7  | 1 | 1 | 5 | 27 | 40 |

La Pologne finit première du groupe et les cinq équipes suivantes sont qualifiées pour les jeux de 1968.

## Groupe C

### Résultats
19 mars
- Bulgarie 10–3 Pays-Bas
- Japon 11–2 Danemark

20 mars
- Bulgarie 3–2 France

22 mars
- Japon 8–2 Bulgarie
- France 12–6 Pays-Bas

23 mars
- Danemark 5–2 France

26 mars
- Danemark 7–8 Pays-Bas
- Japon 7–2 France

27 mars
- Danemark 4–2 Bulgarie

28 mars
- Japon 20–2 Pays-Bas

### Classement
|   | Équipe   | PJ | V | N | D | BP | BC |
| - | -------- | -- | - | - | - | -- | -- |
| 1 | Japon    | 4  | 4 | 0 | 0 | 56 | 8  |
| 2 | Danemark | 4  | 2 | 0 | 2 | 19 | 23 |
| 3 | Bulgarie | 4  | 2 | 0 | 2 | 17 | 17 |
| 4 | France   | 4  | 1 | 0 | 3 | 18 | 21 |
| 5 | Pays-Bas | 4  | 1 | 0 | 3 | 19 | 50 |